# Lee Nunatak (nunatak i Antarktis, lat -70,46, long 65,94)
Lee Nunatak är en nunatak i Antarktis. Den ligger i Östantarktis. Australien gör anspråk på området. Toppen på Lee Nunatak är 1 506 meter över havet, eller 338 meter över den omgivande terrängen. Bredden vid basen är 3,8 km.
Terrängen runt Lee Nunatak är huvudsakligen platt. Trakten är obefolkad. Det finns inga samhällen i närheten. 